# Hanan Ibrahim
Hanan Ibrahim MBE (tiếng Somalia: Xanan Ibraahiim, tiếng Ả Rập: حنان ابراهيم) là một nhà hoạt động xã hội người Somalia. Cô là Chủ tịch Mạng lưới Phụ nữ Hồi giáo Barnet, và các tổ chức khác.

## Những năm đầu
Ibrahim lớn lên ở Somalia. Cô là mẹ của ba đứa trẻ và là người Hồi giáo.
Sau khi bùng nổ cuộc nội chiến ở quê hương, cô chuyển đến Vương quốc Anh vào năm 1998.

## Nghề nghiệp

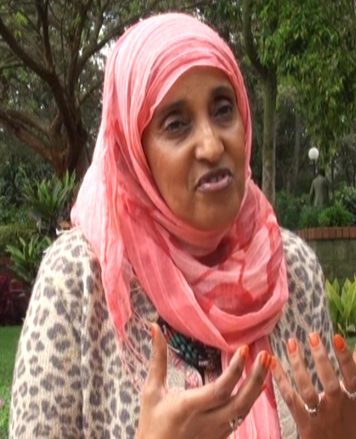
Hanan Ibrahim giải quyết ISSAT (2013).

Với năng lực chuyên môn của mình, Ibrahim đã làm việc với Mạng lưới Phụ nữ, Các chị em chống lại chủ nghĩa cực đoan bạo lực, SANG Châu Phi và Liên đoàn Phụ nữ vì Hòa bình Thế giới.
Khi ở London, cô đã thành lập Nhóm hỗ trợ gia đình Somalia (SFSG), một tổ chức phi chính phủ phục vụ cho cộng đồng người châu Phi ở Somalia và lớn hơn của Vương quốc Anh. SFSG thúc đẩy đối thoại và hiểu biết giữa các đức tin, và ủng hộ sự tham gia của phụ nữ nhiều hơn trong các vấn đề khác nhau. Nó cũng cung cấp một loạt các dịch vụ xã hội, bao gồm một trung tâm tư vấn gia đình, thúc đẩy nhận thức về sức khỏe, hỗ trợ tìm kiếm việc làm và hội thảo tiếp thu kỹ năng.
Ngoài ra, Ibrahim đóng vai trò là Chủ tịch của Mạng lưới Phụ nữ Hồi giáo Barnet.
Năm 2008, cô trở thành thành viên của Ban cố vấn SAVE UK, một sáng kiến Phụ nữ không biên giới. Ibrahim cũng là một phần của nhiều tổ chức và hội đồng khác. Sau này bao gồm Nhóm Tư vấn Phụ nữ Hồi giáo Quốc gia chính phủ và Diễn đàn Cộng đồng Quốc gia, một cơ quan tư vấn cho Bộ Cộng đồng.
Dựa trên kiến thức và kinh nghiệm về luật pháp, Ibrahim cũng vào năm 2011 được Chính phủ Liên bang chuyển tiếp (TFG) của Somalia bổ nhiệm vào Ủy ban chuyên gia (CoE) được giao nhiệm vụ chuẩn bị hiến pháp dự thảo mới của đất nước.

## Giải thưởng
Với những đóng góp của mình cho xã hội, Ibrahim đã được trao tặng năm 2004 với giải thưởng Nữ hoàng cho dịch vụ tự nguyện.
Sau đó, cô nhận được giải thưởng Đại sứ vì hòa bình năm 2009.
Vào năm 2010, Ibrahim cũng đã trở thành Thành viên của Huân chương Anh (MBE) cho công việc cộng đồng của cô với SFSG.